# Sie nannten ihn King (1965)
Sie nannten ihn King ist ein US-amerikanischer Kriegsfilm aus dem Jahr 1965. Das Drehbuch basiert auf dem Roman Rattenkönig von James Clavell.

## Handlung
Kurz vor Ende des Zweiten Weltkrieges befinden sich 10.000 Amerikaner, Briten und Australier in einem japanischen Kriegsgefangenenlager in Singapur. Einer von ihnen ist der zynische US-Corporal King, der den Schwarzmarkt des Lagers überwacht. Die meisten der Insassen sind ausgemergelt und krank. King ist dagegen gesund und wohlgenährt. Er jagt Ratten, brät sie und verkauft das Fleisch an seine Mitgefangenen.
Kings Freund, der britische Air-Force-Leutnant Marlowe, spricht Malay und kann sich so mit den bestechlichen Wärtern verständigen. King rettet Marlowe das Leben, indem er zu einem hohen Preis gestohlene Antibiotika kauft. Kings größter Gegner ist hingegen Leutnant Gray, der Kings Verhalten als unmoralisch ansieht. Frustriert muss sich Gray eingestehen, dass er nicht in der Lage ist, Kings Schwarzmarkthandel zu unterbinden.
Als die Gefangenen von den Japanern bei Kriegsende freigelassen werden, trennen sich die Wege von King und Marlowe. King will keine Freundschaft mit dem Briten, da es jetzt kein Lagerleben mehr gibt, dessen Regeln er aufstellen kann.

## Kritik
Das Lexikon des internationalen Films schreibt über den Film: „Der Film, der nach dem Roman „Rattenkönig“ von James Clavell ethische Normen als nur relative Werte ausweist, zeichnet sich durch intensive Charakterstudien, psychologisches Feingefühl und eine atmosphärisch dichte Regie aus. Ein spannendes Hollywood-Drama, das in viele Episoden aufgefächert wurde.“
Bosley Crowther von der New York Times bezeichnete den Film als ein weiteres düsteres und zerfleischendes Drama aus einem Gefangenenlager. Der Film sei eine starke Beschwörung, nicht selber zu einem Kriegsgefangenen zu werden.
Der Evangelische Film-Beobachter zog folgendes Fazit: „Der englische Nachwuchsregisseur Bryan Forbes drehte einen Film von beachtlicher Intensität der Milieuschilderung. Die Wahrhaftigkeit wird freilich durch freundliche Retouschen an der unsympathisch angelegten Hauptfigur beeinträchtigt. Dennoch sehenswert.“

## Auszeichnungen
1966 wurden Burnett Guffey in der Kategorie Beste Kamera (s/w) und Frank Tuttle und Robert Emmet Smith in der Kategorie Bestes Szenenbild (s/w) für den Oscar nominiert.
Eine weitere Nominierung gab es für Regisseur Bryan Forbes. Er wurde für den United Nations Award der British Film Academy Awards nominiert.

## Hintergrund
- Die Produktion von Columbia Pictures hatte am 27. Oktober 1965 Premiere. In Deutschland kam der Film am 28. Januar 1966 in die Kinos.
- In kleinen Nebenrollen sind u. a. zu sehen: Richard Dawson als Captain Weaver; sowie Edward Ashley als Prouty.